# Кливландско съглашение
Кливландското съглашение от 1915 г. (на чешки: Clevelandská dohoda; на словашки: Clevelandská dohoda) е първият съвместен писмен документ, подписан от представители на чешката и словашката народност в началото на Първата световна война. Неговата цел, както и на последвалите подобни документи, е да покаже на съюзниците съвместната борба на двата народа за национално освобождение от Австро-Унгария.
Представителите на словаците се съгласяват да подпишат документа само ако бъдещата чехословашка държава бъде федерация.
След няколкомесечни преговори, съглашението е подписано на 22 октомври 1915 г. в Кливланд, САЩ. По-късно, през май 1918 г. е заменено от Питсбъргското съглашение.
От страна на чехите Кливландското съглашение е подписано от представителите на Чешката национална асоциация Людвик Фишер и Йосеф Твржицки-Крамер, а от страна на словаците – от представителите на Словашката американска лига Иван Дакснер и Алберт Павол Маматей.
Съглашението се отнася до условията за сътрудничество между чехи и словаци в рамките на идеите на чехословакизма и включва пет точки:
1. Провъзгласяване на независимостта на Чешките земи и Словакия.
2. Обединение на чешкия и словашкия народ във федеративна съюзна държава с пълна автономия на Словакия, включваща собствен парламент, собствено държавно управление, пълна културна самостоятелност, както и широко използване на словашкия език и собствена финансово-политическа система на словашки език.
3. Всеобщо, пряко и тайно избирателно право.
4. Форма на управление: лична уния с демократична система, както в Англия.
5. Предходните точки са двустранно съглашение, и могат да бъдат изменяни, допълвани или разширявани при съгласието и на двете страни.

Чешката национална асоциация и Словашката американска лига си запазват правото за внасяне на изменения в постигнатото съглашение. Също така, страните се договарят да създадат специален фонд и комитет за водене на преговори с представителите на южните славяни.
Съвместната Чехословашка държава е създадена на 28 октомври 1918 г., но федерация става едва през 1969 г.